# Erwerbermodell
Bei Erwerbermodellen handelt es sich entweder um zumeist ältere Wohnanlagen, die von Investoren aufgekauft werden und in Eigentumswohnungen umgewandelt werden oder um noch fertigzustellende Eigentumswohnungen bzw. Häuser.
So genannte Strukturvertriebe entwickeln anschließend ein Finanzierungskonzept und bieten diese Immobilien auf dem Markt an. Fast immer steht bei der Vermarktung der Objekte die Steuerersparnis im Vordergrund. 
Seit ca. 20 Jahren gibt es dieses Konzept in Deutschland.
Erwerbermodelle gehören zum Bereich des Grauen Kapitalmarkts.
Der Begriff hat Eingang in die Rechtsprechung gefunden.
Bei stark überteuerten Erwerbermodellen hat sich  in der Rechtsprechung der Begriff Schrottimmobilie eingebürgert.